# Туризм у Литві

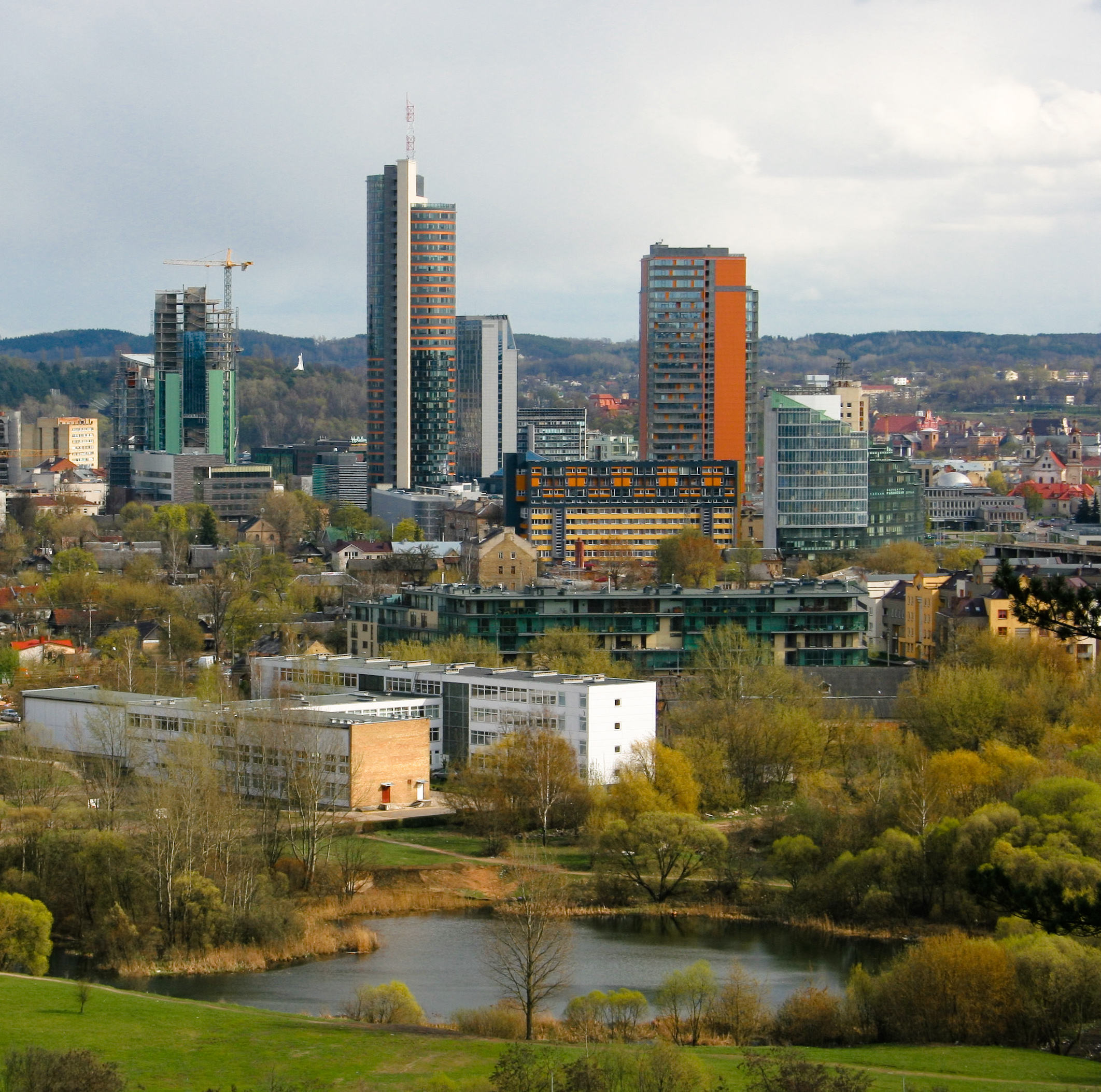
Вільнюс ― столиця Литви

Литва приваблює безліч туристів як з сусідніх країн, так і з усього світу. У Литві спостерігається постійне збільшення кількості іноземних туристів. Департамент статистики Литви регулярно публікує звіти про стан туризму в країні. Звіти ґрунтуються на статистичних опитуваннях, даних туристично-інформаційних центрів, даних Міністерства економіки та узагальнених даних з банку Литви.

## Статистика
Станом на першу половину 2006 року, кількість відвідувачів (крім туристів з держав-членів Європейського Союзу та держав-членів ЄАВТ) досягла 985 700. У Литву приїжджають переважно з Росії, Німеччини, Польщі, Латвії, Білорусі, Великої Британії, Естонії та Фінляндії. Курорти Друскінінкай та Бірштонас в 2005 році зазнали збільшення потоку відвідувачів приблизно на 50 %, Нярінга і Паланга — на 22 %.
У 2013 році 2,2 млн туристів, з яких 1,2 млн були туристами іноземними, зупинялися в різних готелях Литви.

## Туризм рейтингу
Литва зайняла 2-е місце в світовому туризмі за номером "The Ranking of Tourism" в 2017. 

## Великі міста
- Вільнюс ― столиця Литви
- Каунас ― тимчасова столиця Литви в міжвоєнний період, де знаходиться безліч пам'яток архітектури в стилі функціоналізму
- Клайпеда ― морський порт з привабливим старим містом і спадщиною німецької культури
- Паневежис ― столиця Аукштайтії
- Шяуляй ― славиться Горою Хрестів
- Кедайняй ― місто в центральній Литві з видатними пам'ятками ренесансної архітектури

## Національні парки
- Авкштотський національний парк
- Дзукійський національний парк
- Куршю Нярія
- Жемайтійський національний парк
- Тракайський національний-історичний парк

## Об'єкти всесвітньої спадщини ЮНЕСКО
- Історичний центр Вільнюса
- Куршська коса
- Археологічні пам'ятки культурного резервату Кернаве
- Дуга Струве

## Курорти

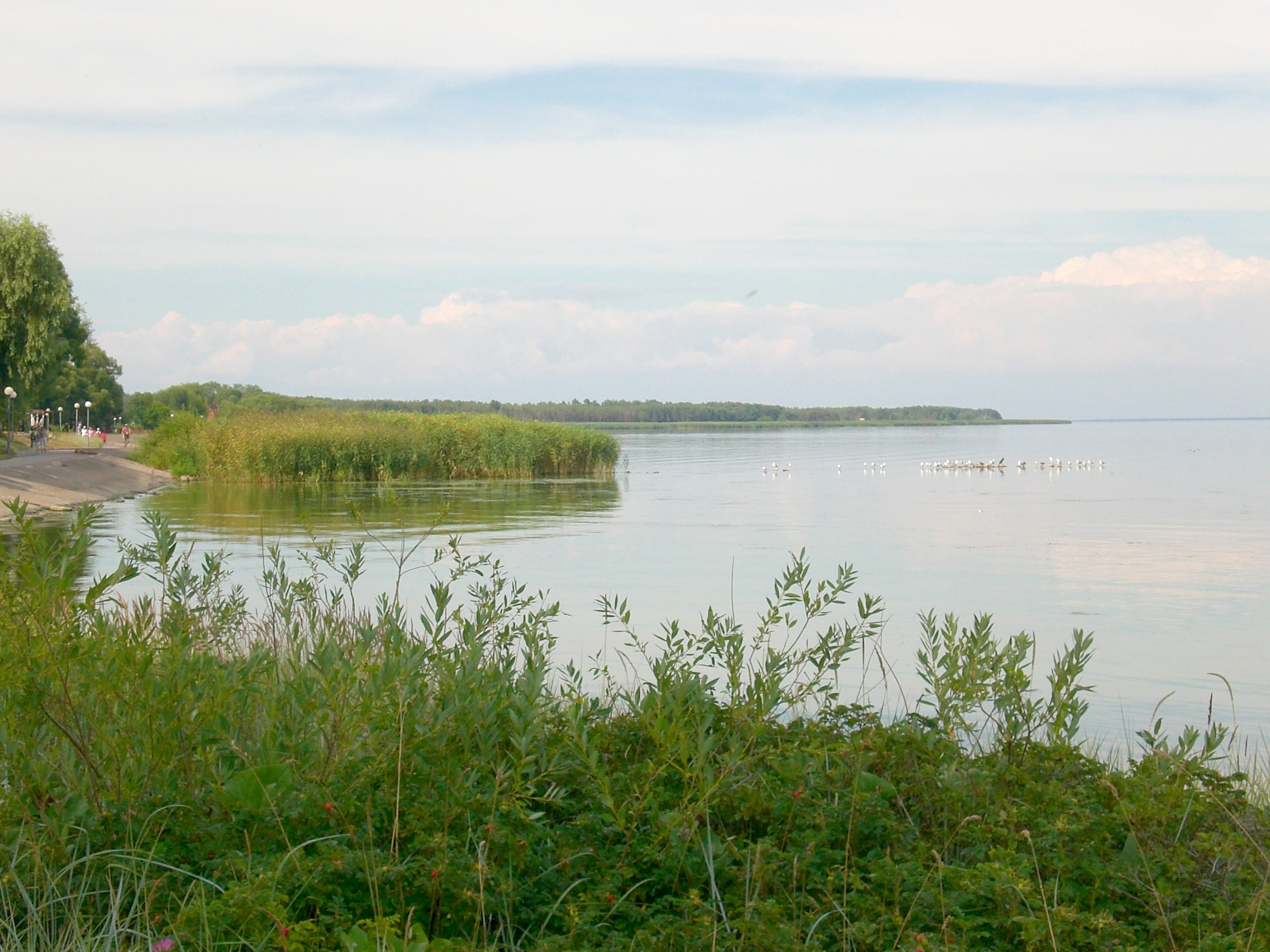
Куршська затока

### Морські курорти
- Паланга
- Ніда
- Юодкранте

### Курортні міста
- Бірштонас
- Друскінінкай ― розвинене курортне місто з найбільшим аквапарком в Східній Європі.

## Місця паломництва

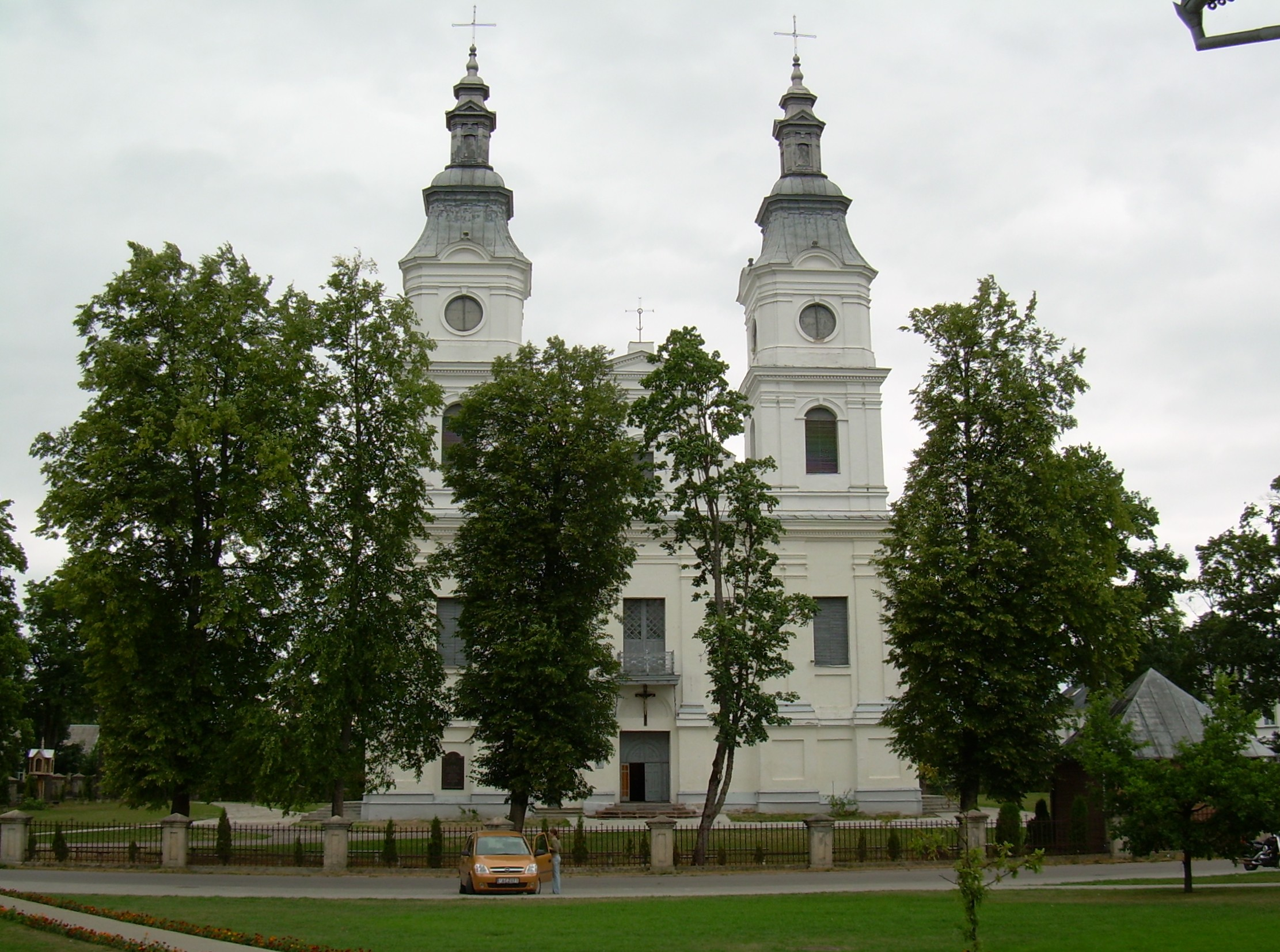
Жейматська Кальварія

У Литві є багато святинь. Головні місця паломництва:
- Остра брама (Вільнюс);
- Гора Хрестів, (Жемайтія);
- Жейматська Кальварія, (Жемайтія);

## Галерея
|         |
| Вільнюс |

|                                                              |
| Кафедральний собор Св. Станіслава і Св. Владислава (Вільнюс) |

|                   |
| Тракайський замок |

|                 |
| Будинок Перкуна |

|              |
| Друскінінкай |

|              |
| Гора Хрестів |

|          |
| Клайпеда |

|          |
| Кедайняй |

|         |
| Кярнаве |